# 384582 Juliasmith
384582 Juliasmith è un asteroide della fascia principale. Scoperto nel 2010, presenta un'orbita caratterizzata da un semiasse maggiore pari a 2,4102512 au e da un'eccentricità di 0,1691195, inclinata di 5,27712° rispetto all'eclittica.